# Liste der Monuments historiques in Grand-Fayt
Die Liste der Monuments historiques in Grand-Fayt führt die Monuments historiques in der französischen Gemeinde Grand-Fayt auf.

## Liste der Bauwerke
| Bezeichnung | Beschreibung | Standort | Kennzeichnung | Schutzstatus | Datum | Bild |
| ----------- | ------------ | -------- | ------------- | ------------ | ----- | ---- |
| Wassermühle |              | (Lage)   | PA59000110    | Inscrit      | 2005  |      |

## Liste der Objekte
- Monuments historiques (Objekte) in Grand-Fayt in der Base Palissy des französischen Kultusministeriums